# Kap Maximow
Das Kap Maximow (russisch Мыс Максимова Mys Maksimowa; englisch Cape Maksimov) ist ein Kap vor der Küste des ostantarktischen Kaiser-Wilhelm-II.-Lands. Es bildet den nördlichsten Ausläufer im nordwestlichen Teil des West-Schelfeises.
Wissenschaftler einer sowjetischen Antarktisexpedition kartierten und benannten es. Namensgeber ist der an der Expedition beteiligte Hydrograph Georgi Sergejewitsch Maximow. Gemäß Eintrag im Composite Gazetteer of Antarctica ist das Kap nur noch in Resten vorhanden.